# Zelotes discens
Zelotes discens är en spindelart som beskrevs av Chamberlin 1922. Zelotes discens ingår i släktet Zelotes och familjen plattbuksspindlar. Inga underarter finns listade i Catalogue of Life.